# Els sotasignants
 Els sotasignants (original: Los abajo firmantes) és una pel·lícula del 2003 dirigida per Joaquim Oristrell. Ha estat doblada al català.

## Argument
La pel·lícula narra una companyia de teatre. Un dels actors mor en accident de trànsit i el substitueix Jorge Ruiz (Juan Diego Botto). El comportament de la resta dels actors canvia quan arriba aquest noi, especialment amb Mario (Javier Cámara).

## Repartiment
- Javier Cámara: 	Mario
- Elvira Mínguez: 	Carmen
- María Botto: 	Laura
- Juan Diego Botto: 	Jorge
- José Manuel Cervino: 	Pare de Laura
- Raúl Jiménez: 	Jove
- Jesús Díaz: 	Lenyataire
- Fernando Guillén: 	Tramoista
- Rebeca Fernández: 	Fada
- Paloma Montero: 	Espectadora
- Javier Gadea: 	Transpunt
- Raúl Arévalo: 	Cambrer hotel
- Secun de la Rosa: 	Acomodador
- Pepa Zaragoza: 	Dona de la neteja
- Alejandro Botto: 	Nick

## Al voltant de la pel·lícula
A la pel·lícula treballen els hemanos Botto (Juan Diego i María) tant en la interpretació com en el guió de la pel·lícula.